# 東本願寺 (台東区)
東本願寺（ひがしほんがんじ）は、東京都台東区西浅草にある浄土真宗東本願寺派の本山である。本尊は阿弥陀如来。単立宗教法人であり、正式名は「浄土真宗東本願寺派本山東本願寺」（英: Jodoshin sect Higashi-honganji-ha Higashi-honganji）。
2025年現在の住職は、浄土真宗東本願寺派第26世法主である大谷光見（聞如）である。境内は4,250坪を有する。

## 由緒

### 開創
1651年（慶安4年）、東本願寺第12世教如が神田に江戸御坊光瑞寺を建立したのを始まりとし、その後、京都の東本願寺の掛所（別院）となった。

### 浅草移転

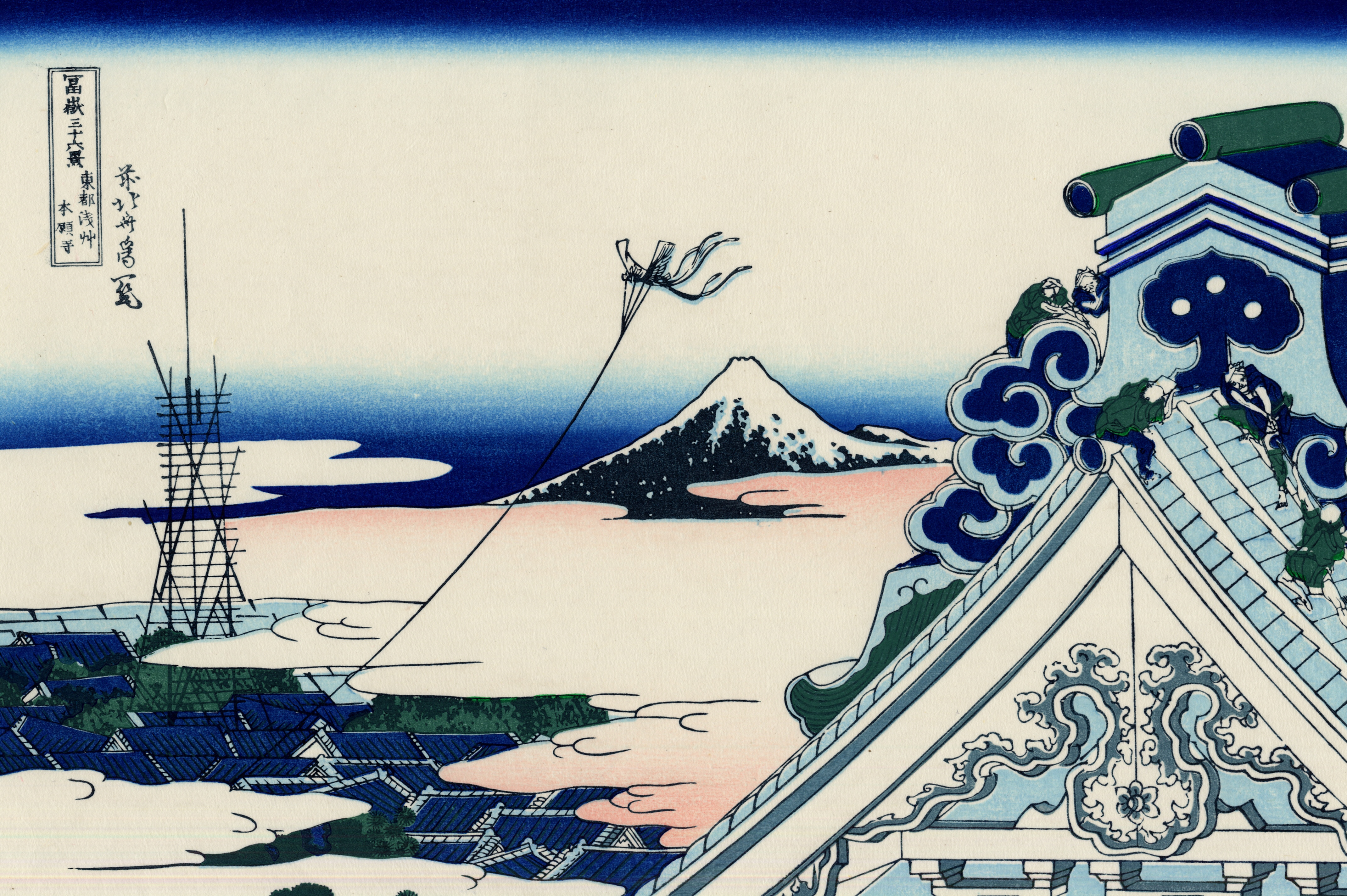
『富嶽三十六景』「東都浅艸本願寺」

1657年（明暦3年）、明暦の大火により焼失し、浅草に移転。「浅草本願寺」・「浅草門跡」と称されるようになり、21の支院と35の塔頭を抱え、境内は1万5000坪に及んだ。その伽藍は、江戸後期の天保年間に出版された浮世絵師・葛飾北斎の連作『富嶽三十六景』に「東都浅艸本願寺」として描かれている。
1868年（明治元年）には、渋沢成一郎や天野八郎などの旧幕臣ら百数十名により、大政奉還後、上野寛永寺に蟄居していた徳川慶喜の擁護を目的とする「彰義隊」が結成され、その拠点となった。
1875年（明治8年）、明治天皇の臨幸のもと、日本で最初に開かれた「地方官会議（知事会議）」の議場に使用される。
1894年（明治27年）、日清戦争に際し俘虜収容所となり、清国捕虜179名を収容。僧侶・小栗栖香頂は、毎月彼らに中国語で説教した。
1910年（明治43年）8月、東京大水害（明治43年の大水害）に見舞われ、門前がヒザ下程度まで冠水した。
1914年（大正3年）、第一次世界大戦に際し再び俘虜収容所となり、ドイツ捕虜計314名を収容。収容所長・西郷寅太郎。翌年、収容所は千葉県習志野に移転。
1923年（大正12年）9月1日、関東大震災により本堂等を焼失。その後、仮本堂が建てられる。1926年（大正15年）、北多摩郡保谷に墓地用地約1万4千坪を購入、境内の墓地や焼失寺院の墓地の移転先とする。なお、土地区画整理事業の実施により、境内7369坪が6840坪に縮小。
1927年（昭和2年）、本堂は本山御影堂式、鉄骨鉄筋コンクリート造とする方針を決定。1934年、伊東忠太、大熊喜邦が建築顧問に就任、計画を阿弥陀堂式とするなど計画を一部変更。同年11月に杭打ち工事が始まり、1936年1月に終了。戸田組の施工により本堂の本体工事にかかり、5月に上棟式が行われた。その直後に技師長の加護谷祐太郎が急逝し、木子幸三郎が後任になった。本体工事は1938年中に終わり、1939年（昭和14年）11月、遷仏法会が行われた。
1945年（昭和20年）、空襲により本堂内部を焼失する。
1953年（昭和28年）、焼失した本堂内部を修復し、荘厳が整う。

### 真宗大谷派からの独立
1965年（昭和40年）5月に「浅草本願寺」から「東京本願寺」へと改称する。
1981年（昭和56年）6月15日に、東京本願寺は東京都知事の認証を得て独立し、真宗大谷派との包括関係を解消する。真宗大谷派からの独立・包括関係の解消は、お東騒動を発端とする。
1988年（昭和63年）2月29日に、東京本願寺と賛同寺院により「浄土真宗東本願寺派」が結成され、東京本願寺が本山と定められる。
2001年（平成13年）4月26日に、現名称である「浄土真宗東本願寺派本山東本願寺」が文化庁より認証される。

## 伽藍
- 本堂
- 紫雪亭
- 慈光殿
- 大遠忌記念館

## 文化財
東京都指定有形文化財（彫刻）
- 木造阿彌陀如来立像（鎌倉期）

台東区指定有形文化財（絵画）
- 絹本着色親鸞上人絵伝（室町末期）
- 絹本着色親鸞上人絵伝（江戸期慶長年間）

台東区指定有形文化財（工芸品）
- 銅鐘（江戸初期）

その他
- 紫雲亭襖絵（棟方志功作）（昭和36年）

## 主な年中行事
- 修正会（1月1日～3日）
- 春季彼岸会（3月18日～24日）
- 永代経会（5月25日～28日）
- 法統慶讃会（6月1日）
- 盂蘭盆会（7月13日～16日）
- 秋季彼岸会（9月20日～26日）
- 御正忌報恩講（11月23日～28日）
- 除夜の鐘（12月31日）

## 教育・研究
- 東本願寺学院
- 国際仏教研究所
- 徳風幼稚園
- 学校法人東京大谷学園
  - 東京大谷幼稚園 （東京都多摩市愛宕1-51）

## 別院・墓所
- 東本願寺本廟 牛久浄苑 （茨城県牛久市久野町1923）
- ひばりが丘別院 ひばりが丘浄苑（東京都西東京市ひばりが丘4-8-22）
- 八王子の杜公園墓地（東京都八王子市廿里町51－7）
- 東本願寺ニューヨーク

## アクセス
- 東京メトロ銀座線 田原町駅 3番出口より徒歩約5分
- つくばエクスプレス 浅草駅 A2出口より徒歩約7分
- 東京都交通局都営浅草線 浅草駅 1番出口より徒歩約10分

## 関連文献
- 斎藤幸雄「卷之六 開陽之部 東本願寺」『江戸名所図会』 3巻、有朋堂書店、1927年、445-450頁。NDLJP:1174157/227。